# Dipseudopsis lamellata
Dipseudopsis lamellata är en nattsländeart som beskrevs av Martynov 1935. Dipseudopsis lamellata ingår i släktet Dipseudopsis och familjen Dipseudopsidae. Inga underarter finns listade i Catalogue of Life.